# 29-я пехотная дивизия (Болгария)
29-я пехотная дивизия (болг. Двадесет и девета пехотна дивизия) — воинское формирование армии Болгарии, участвовавшее во Второй мировой войне.

## История
Сформирована 12 апреля 1944 во Вране, состояла при 1-м оккупационном корпусе. В её составе были 3-й, 36-й и 42-й пехотные полки и тыловое отделение. Командовал дивизией полковник Иван Попов. Де-юре дивизия была расформирована 7 октября 1944, но ещё в ноябре 1944 года её подразделения вели бои против немцев, потеряв 31 человека убитым и 88 человек ранеными.